# Harpyionycterinae
Harpyionycterinae – podrodzina ssaków z rodziny rudawkowatych (Pteropodidae).

## Rozmieszczenie geohgraficzne
Podrodzina obejmuje gatunki występujące w południowo-wschodniej Azji i Australii.

## Podział systematyczny
Do podrodziny należą następujące plemiona:
- Harpyionycterini G.S. Miller, 1907
- Dobsoniini Andersen, 1912